# Paul Groussac
Paul-François Groussac (Tolosa, 15 febbraio 1848 – Buenos Aires, 27 giugno 1929) è stato uno scrittore e critico letterario argentino di origine francese.

## Giovinezza
Secondo di quattro figli di Catherine Deval e di Pierre Groussac, era il discendente di un'antica famiglia della Linguadoca. La famiglia d'origine, cattolica e provinciale, viveva senza lusso, ma nell'agiatezza. Affrontò gli studi classici a Tolosa. Dopo la morte della madre, nel 1858, fu inviato per alcuni mesi dalla nonna a Sorèze. Qui studiò nel collegio dei dominicani e conobbe padre Lacordaire, uno scrittore romantico che esercitò una forte influenza su di lui. In quest'epoca la sua massima fonte di ispirazione intellettuale fu il poeta Victor Hugo. Nel 1865 si iscrisse all'Accademia Navale di Brest, ma in seguito scelse di abbandonare la carriera militare. Si iscrisse allora all'Accademia di Belle Arti di Tolosa, ma presto disgustato del rigorismo degli studi decise di abbandonare anche questa. Lo stesso anno Groussac ottenne dal padre il permesso per compiere un lungo viaggio, tuttavia, una volta arrivato a Parigi, si accorse di avere troppo poco denaro per continuare.

## Emigrazione in Argentina
Non volendo tornare indietro in condizioni di indigenza, il giovane Groussac decise di spendere il tutto il denaro che gli restava e imbarcarsi a poco prezzo sulla prima nave in partenza. La scelta casuale cadde sul veliero Anita, con destinazione Buenos Aires. Sembra che la sua decisione di emigrare sia stata influenzata anche dal disappunto provocato dalle seconde nozze di suo padre. Groussac portava con sé una lettera di raccomandazione del filosofo Adolphe Gatien-Arnout, ex-sindaco di Tolosa, diretta a un suo ex-compagno di università, Amadeo Jacques, da tempo emigrato in Argentina e sposato con l'aristocratica Benjamina Augier Echagüe. Groussac resterà a Buenos Aires per tutto il resto della sua vita. Sbarcato finalmente a Buenos Aires, il giovane francese cominciò a vagare per le strade senza conoscere una parola di spagnolo. Paradossalmente proprio per questo motivo fu arrestato, perché la polizia sospettava che simulasse di essere uno straniero allo scopo di evitare la chiamata alle armi nella guerra paraguayana.

## Maturazione intellettuale e vocazione politica
Chiarito l'equivoco grazie all'aiuto delle autorità consolari, Groussac riuscì a trovare un lavoro come pastore di pecore a San Antonio de Areco. Una lettera del padre lo spinse a ritornare alla «vita civilizzata». Nei successivi diciassette anni Groussac compì una straordinaria metamorfosi da pecoraio a intellettuale: insegnò matematica in un collegio mentre studiava da autodidatta alla Biblioteca Pubblica di Buenos Aires. Si interessò profondamente alla lingua spagnola, acquisendo le conoscenze di uno studioso. Insegnò all'Università, alla Scuola Normale e al Collegio Nazionale. Cominciò anche a pubblicare, collaborando alla Revista Argentina e dirigendo La Unión, periodico governativo della provincia di Tucumán, dove rimase undici anni per incarico del governatore, Federico Helguera. Scrisse anche per il quotidiano La Razón, sulle pagine del quale pubblicò un polemico studio su una possibile espulsione dei gesuiti dalla provincia. Diventò in seguito direttore anche della Razón. Diresse inoltre la Scuola Normale di Tucumán e fu nominato provveditore agli studi per la provincia. In seguito, nel 1874, divenne ispettore nazionale per l'educazione. Nel 1879, nel corso di uno dei suoi viaggi come ispettore nazionale, conobbe e sposò una giovane di Santiago del Estero, Cornelia Beltrán, imparentata con il musicista Alberto Williams e appartenente all'alta società argentina. In questi anni diventò un campione della difesa del laicismo nell'educazione nazionale argentina, presentando una relazione sullo stato dell'educazione primaria. Ritornò a Parigi per un breve periodo nel 1883, pubblicando su Le Figaro e inviando le sue corrispondenze al quotidiano argentino El Diario.

## Direttore della Biblioteca Nazionale e ultimi anni
Nel 1884 ritornò ad abitare a Buenos Aires con la sua famiglia. Fu coinvolto in un'attiva vita pubblica, appoggiando candidature politiche per il governo o la presidenza. Per diffondere le sue idee fondò, insieme a Lucio López, Delfín Gallo, Roque Saénz e Carlos Pellegrini, il quotidiano Sud-América, di idee liberali e in opposizione al governo. Nel 1885, per ordine del presidente Roca, fu nominato di nuovo ispettore nazionale per l'educazione e anche direttore della Biblioteca Nazionale di Buenos Aires. Un incarico importante, quest'ultimo, perché la biblioteca, prima privata, era stata appena nazionalizzata e doveva essere riorganizzata. Lo scrittore manterrà questa carica fino alla sua morte, quarantaquattro anni più tardi. Nello stesso periodo si discuteva della legge nazionale sull'educazione e Groussac entrò in dura polemica con la stampa cattolica e con i difensori dell'educazione confessionale. 
Nel 1894 decise di fondare un giornale in francese Le Courrier Français, dedicato a politica, letteratura e commercio, con l'appoggio finanziario dell'industriale Clodomiro Hileret. Le pubblicazioni furono sospese dopo due anni. Negli anni successivi alla chiusura del Courrier, Groussac si dedicò totalmente alla Biblioteca Nazionale, riordinandola, amministrandola e incrementandone enormemente il patrimonio librario grazie a numerose donazioni che riuscì a promuovere. Intanto le sue condizioni di salute si fecero malferme, in particolare cominciò a diventare cieco. Nel 1926, dopo un'operazione di glaucoma, perse anche quel poco di vista che gli rimaneva, rimanendo completamente cieco fino alla morte, sopravvenuta pochi anni dopo, quando aveva 81 anni. Groussac riposa nel famoso Cimitero della Recoleta a Buenos Aires.

## Opere
Le sue opere più importanti sono La Biblioteca (id. 1896) e Anales de la Biblioteca (Annali della Biblioteca, 1900), antologie di saggi critici e storici e raccolte di documenti pertinenti alla storia della regione del Río de la Plata. Le sue opere storiche come Estudios de historia argentina (Studi di storia argentina) e Ensayo histórico sobre el Tucumán y el Mendoza y Garay (Saggio storico sul Tucumán, Mendoza e Garay) si segnalano per ricchezza di informazioni, vividezza delle descrizioni dei personaggi e degli ambienti e per lo stile lucido e preciso. Fra le sue opere narrative si ricordano il romanzo Fruto vedado (Frutto proibito) e la raccolta Relatos argentinos (Racconti argentini).

## Groussac e Borges
Come redattore della rivista Sud-América, Groussac fu in contatto con tutto il mondo letterario dell'Argentina. La sua reputazione postuma fu rafforzata dall'opera del suo amico Jorge Luis Borges che lo cita spesso nei suoi saggi critici e che scrisse il suo necrologio. Nella sua autobiografia Borges menziona ammirato l'influenza di Groussac su Alfonso Reyes, scrittore che apprezzava moltissimo: «Alfonso Reyes mi ha detto: Groussac, che era francese, mi ha insegnato come si scrive in castigliano». Come critico letterario Groussac era noto per la sua spietatezza e per il suo carattere intrattabile, oltre che per il suo sarcasmo fulminante. Borges analizzò una delle sue recensioni più insultanti come esempio nell'Arte de injuriar (L'arte dell'ingiuria) un articolo di Sur. Fra Borges e Groussac ci sono alcuni curiosi paralleli biografici: fra il 1955 e il 1973 anche Borges fu direttore della Biblioteca Nazionale ed entrambi divennero ciechi mentre ricoprivano questa carica.